# Магнышевка
Магнышевка (укр. Магнишівка) — село в Хмельницком районе Хмельницкой области Украины.
Население по переписи 2001 года составляло 201 человек. Почтовый индекс — 32133. Телефонный код — 3853. Занимает площадь 0,83 км². Код КОАТУУ — 6825884803.

## Местная власть
32100, Хмельницкая обл., Хмельницкий р-н, пгт Ярмолинцы